# Vaiva
Vaiva ist ein weiblicher litauischer Vorname. Es ist eine Abkürzung von vaivorykštė (Deutsch Regenbogen). Der Regenbogen galt als Manifestation der Schicksalsgöttin Laima.

## Personen
- Vaiva Radasta Vėbraitė-Vėbra (1954–2008), litauische Bildungspolitikerin, Vizeministerin